# Phlegmariurus dichotomus
Phlegmariurus dichotomus là một loài thực vật có mạch trong Họ Thạch tùng. Loài này được (Jacq.) W.H. Wagner miêu tả khoa học đầu tiên năm 1993.